# Italienische Fußballmeisterschaft 1909
Die Italienische Fußballmeisterschaft 1909 war die 12. italienische Fußballmeisterschaft, die von der Federazione Italiana Giuoco Calcio (FIGC) ausgetragen wurde.

## Organisation
Vom 10. Januar bis zum 14. März 1909 fanden die regionalen Ausscheidungsspiele der Regionen Ligurien, Lombardei, Piemont und Venetien statt.
Die Halbfinals, für die sich jeweils der Sieger dieser regionalen Wettbewerbe qualifizierte, fanden vom 21. Februar bis zum 17. Mai 1909 in Hin- und Rückspiel statt.
Die beiden Sieger der Halbfinals spielten dann im Finale erneut mit Hin- und Rückspiel den italienischen Fußballmeister 1909 aus.

## Teilnehmer
Erstmals nahmen Inter Mailand aus der Lombardei und der SSC Venedig aus Venetien an der Meisterschaft teil.
- CFC Genua
- SG Andrea Doria
- AC Mailand
- Inter Mailand
- US Milanese
- Juventus Turin
- SG Pro Vercelli
- FC Turin
- AC Venedig

## Resultate

### Ausscheidungsrunde

#### Ligurien
|                 | Gesamt |           | Hinspiel | Rückspiel | Wiederholungsspiel |
| --------------- | ------ | --------- | -------- | --------- | ------------------ |
| SG Andrea Doria | 5:6    | CFC Genua | 1:1      | 3:3       | 1:2                |

Damit qualifizierte sich der CFC Genua für das Halbfinale.

#### Lombardei
|               | Ergebnis |               |
| ------------- | -------- | ------------- |
| AC Mailand    | 3:2      | Inter Mailand |
| US Milanese   | 3:1      | AC Mailand    |
| Inter Mailand | 0:2      | US Milanese   |

Abschlusstabelle
| Pl. | Verein        | Sp. | S | U | N | Tore    | Punkte |
| --- | ------------- | --- | - | - | - | ------- | ------ |
| 1.  | US Milanese   | 2   | 2 | 0 | 0 | 005:100 | 04     |
| 2.  | AC Mailand    | 2   | 1 | 0 | 1 | 004:500 | 02     |
| 3.  | Inter Mailand | 2   | 0 | 0 | 2 | 002:500 | 0      |

US Milanese qualifizierte sich damit für die Finalrunde.

#### Piemont
1. Runde
|                | Gesamt    |          | Hinspiel | Rückspiel |
| -------------- | --------- | -------- | -------- | --------- |
| Juventus Turin | (a)3:3(a) | FC Turin | 3:2      | 0:1       |

2. Runde
|                 | Gesamt |          | Hinspiel | Rückspiel |
| --------------- | ------ | -------- | -------- | --------- |
| SG Pro Vercelli | 3:1    | FC Turin | 2:1      | 1:0       |

Damit qualifizierte sich die SG Pro Vercelli für das Halbfinale.

#### Venetien
Der AC Venedig war als einziges eingeschriebenes Team aus der Region automatisch für das Halbfinale qualifiziert.

### Halbfinale
|                 | Gesamt |             | Hinspiel | Rückspiel |
| --------------- | ------ | ----------- | -------- | --------- |
| AC Venedig      | 03:18  | US Milanese | 1:7      | 02:11     |
| SG Pro Vercelli | 4:3    | CFC Genua   | 3:2      | 1:1       |

Damit qualifizierten sich US Milanese und Titelverteidiger SG Pro Vercelli für das Endspiel.

### Finale
|                 | Gesamt |             | Hinspiel | Rückspiel |
| --------------- | ------ | ----------- | -------- | --------- |
| SG Pro Vercelli | 4:2    | US Milanese | 2:0      | 2:2       |

## Meister
Damit gewann die SG Pro Vercelli zum zweiten Mal nacheinander die italienische Fußballmeisterschaft.
| Meister         |
| SG Pro Vercelli |

### Meistermannschaft
- Giovanni Innocenti
- Angelo Binaschi
- Giuseppe Servetto
- Guido Ara
- Giuseppe Milano I
- Pietro Leone
- Felice Milano II
- Annibale Visconti
- Vincenzo Fresia
- Carlo Rampini I
- Carlo Corna